# Mats Olin (artist)
Mats Peter Stig Olin, född 3 januari 1947 i Oscars församling, Stockholm,, död 30 juni 2023 i Sankt Görans distrikt i Stockholm, var en svensk skådespelare och sångare. Han var son till skådespelarna Stig Olin och Britta Holmberg samt äldre bror till skådespelaren Lena Olin.

## Biografi
Olin var 1953–1974 verksam som film- och TV-skådespelare. Han skivdebuterade som barn 1953 med På söndag på söndag tillsammans med fadern Stig och Alice Babs, som framfördes i filmen Resan till dej. År 1967 hade han en hit med faderns schlager Jag tror på sommaren. Skivan såldes i över 60 000 exemplar och nådde som bäst plats två på Sveriges Radios försäljningslista Kvällstoppen (6/6 1967). På Svensktoppen blev låten etta och var kvar på listan i tolv veckor. Han hade ytterligare en framgång på Svensktoppen, Limon Limonero (1969), som låg fyra som bäst och höll sig kvar i sju veckor. Hans sista skiva, singeln Susanna/Alltid på väg, utgavs sommaren 1971. År 1974 fick han en stroke som gjorde att han inte längre kunde uppträda, och levde sedan ett tillbakadraget liv som sjukpensionär. Olin gravsattes på Norra begravningsplatsen intill sina föräldrar och yngre bror.

## Filmografi
- 1953 – Resan till dej
- 1968 – Vindingevals